# Montes Harbinger

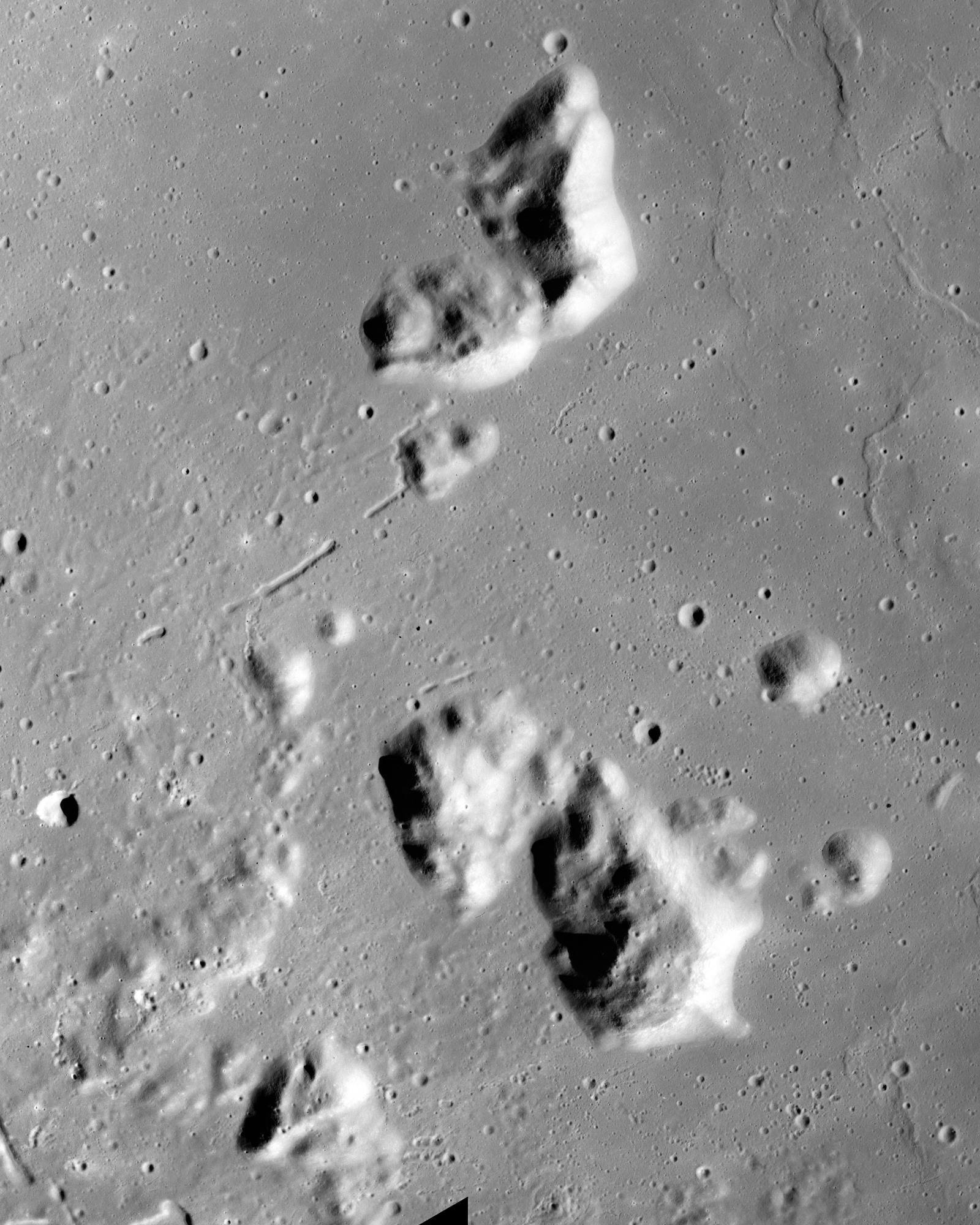
Montes Harbinger.

Les Montes Harbinger (vers 27°N 41°O) sont un relief lunaire. C'est un ensemble de collines isolées sur la bordure orientale de la Mer des Pluies. Son nom est dû au fait que ses sommets éclairés par le Soleil levant annoncent le début du jour dans le cratère Aristarchus.